# Nati nel 1947/Giugno
| Questa pagina contiene informazioni ricavate automaticamente dalle voci biografiche con l'ausilio del template Bio e di un bot. L'aggiornamento è periodico e automatico e ricostruisce completamente la pagina. Se manca una persona in questa lista, sei pregato di non aggiungerla, ma accertati piuttosto che la sua voce biografica contenga il template Bio e che i dati anagrafici siano correttamente compilati. Se il template Bio manca, inseriscilo tu stesso o, in alternativa, metti l'avviso {{tmp\|Bio}} che ne segnala la mancanza. Se i dati riportati sono sbagliati, correggi direttamente la voce biografica; le modifiche saranno visibili in questa lista entro pochi giorni. Per chiarimenti vedi il progetto biografie. La lista contiene solo le 251 persone che sono citate nell'enciclopedia e per le quali è stato implementato correttamente il template Bio. Pagina aggiornata al 18 ago 2025. |

- 1º giugno - Paolo Bagnoli, storico e politico italiano
- 1º giugno - Piergiorgio Bergonzi, politico italiano
- 1º giugno - Ron Dennis, imprenditore e dirigente sportivo britannico
- 1º giugno - Patrick Grainville, scrittore francese
- 1º giugno - Gerry Perry, ex tennista statunitense
- 1º giugno - Giuseppe Pogliani, politico italiano
- 1º giugno - Jonathan Pryce, attore britannico
- 1º giugno - Don Tapscott, manager, economista e docente canadese
- 1º giugno - Konstantin Wecker, cantautore, compositore e attore tedesco
- 1º giugno - Barry White, ex cestista e allenatore di pallacanestro statunitense
- 1º giugno - Ronnie Wood, chitarrista, bassista e pittore britannico
- 1º giugno - Mihai Șubă, scacchista rumeno
- 2 giugno - Marie-Hélène Breillat, attrice, pittrice e scrittrice francese
- 2 giugno - Giorgio Cagnotto, ex tuffatore italiano
- 2 giugno - Marina Daunia, attrice italiana
- 2 giugno - Marco Dentici, scenografo italiano
- 2 giugno - Mark Elder, direttore d'orchestra britannico
- 2 giugno - Albert Innaurato, drammaturgo statunitense († 2017)
- 2 giugno - Bruno Longhi, giornalista, musicista e telecronista sportivo italiano
- 2 giugno - Tommy McLean, allenatore di calcio e ex calciatore scozzese
- 3 giugno - Dave Alexander, bassista statunitense († 1975)
- 3 giugno - John Dykstra, effettista statunitense
- 3 giugno - Mickey Finn, percussionista e batterista britannico († 2003)
- 3 giugno - Fabio Gobbo, economista e politico italiano († 2008)
- 3 giugno - Shuki Levy, compositore, produttore televisivo e regista israeliano
- 3 giugno - Klaus Reichert, ex schermidore tedesco
- 4 giugno - Herb Boxer, allenatore di hockey su ghiaccio e ex hockeista su ghiaccio statunitense
- 4 giugno - Gerald Folland, matematico statunitense
- 4 giugno - Viktor Klima, dirigente d'azienda e ex politico austriaco
- 4 giugno - Hanspeter Latour, allenatore di calcio e ex calciatore svizzero
- 4 giugno - Umberto Margiotta, pedagogista italiano († 2019)
- 4 giugno - Blagoje Paunović, calciatore jugoslavo († 2014)
- 4 giugno - Jack N. Rakove, storico e scrittore statunitense
- 4 giugno - Stanka Stošić, ex cestista jugoslava
- 4 giugno - Giacomo Vianello, calciatore italiano († 2022)
- 5 giugno - Laurie Anderson, performance artist, musicista e cantante statunitense
- 5 giugno - Michele Campanella, pianista italiano
- 5 giugno - David Hare, drammaturgo, sceneggiatore e regista britannico
- 5 giugno - Jack-Alain Léger, scrittore, traduttore e musicista francese († 2013)
- 5 giugno - Maurice Martens, ex calciatore belga
- 6 giugno - David Blunkett, politico britannico
- 6 giugno - Ria De Simone, attrice e cantante italiana († 1995)
- 6 giugno - Robert Englund, attore, doppiatore e regista statunitense
- 6 giugno - Táňa Fischerová, attrice e politica ceca († 2019)
- 6 giugno - Bent Jensen, ex calciatore danese
- 6 giugno - Ada Kok, ex nuotatrice olandese
- 6 giugno - Cosimo Vincenzo Macrì, funzionario e prefetto italiano († 2007)
- 6 giugno - Jochen Pollex, ex cestista tedesco
- 6 giugno - Giuseppe Scotto Di Luzio, politico italiano († 2023)
- 6 giugno - Barry Sears, biochimico e nutrizionista statunitense
- 7 giugno - Lars Karell, ex cestista finlandese
- 8 giugno - Julie Driscoll, cantante britannica
- 8 giugno - Jaime Gama, politico portoghese
- 8 giugno - Annie Haslam, cantante e compositrice britannica
- 8 giugno - Dietmar Hötger, ex judoka tedesco
- 8 giugno - Donald Knight, ex pattinatore artistico su ghiaccio canadese
- 8 giugno - Joan La Barbara, compositrice e cantante statunitense
- 8 giugno - Sandra Landi, scrittrice e saggista italiana
- 8 giugno - Motoki Nishimura, ex judoka giapponese
- 8 giugno - Sara Paretsky, scrittrice statunitense
- 8 giugno - Valerij Samochin, calciatore sovietico († 2015)
- 8 giugno - Luigi Antonio Secco, vescovo cattolico e missionario italiano
- 8 giugno - Eric Wieschaus, biologo statunitense
- 9 giugno - Marco Antonio Boronat, ex calciatore e allenatore di calcio spagnolo
- 9 giugno - Mick Box, chitarrista britannico
- 9 giugno - John Cassidy, ex cestista canadese
- 9 giugno - Françoise Demulder, fotografa francese († 2008)
- 9 giugno - Charles Rabemananjara, militare e politico malgascio
- 10 giugno - Nicole Bricq, politica francese († 2017)
- 10 giugno - Randy Edelman, compositore statunitense
- 10 giugno - Randee Heller, attrice statunitense
- 10 giugno - Hitoshi Igarashi, traduttore e islamista giapponese († 1991)
- 10 giugno - Duško Kondor, docente e attivista bosniaco († 2007)
- 10 giugno - Diego Marconi, filosofo italiano
- 10 giugno - Stefano Marcucci, compositore e regista italiano
- 10 giugno - Julia Pou, politica uruguaiana
- 11 giugno - Renato Bertagna, ex culturista italiano
- 11 giugno - Roberto Biscardini, politico e urbanista italiano
- 11 giugno - Francisco Castrejón, ex calciatore messicano
- 11 giugno - Henry Cisneros, politico statunitense
- 11 giugno - Eric Donaldson, cantante giamaicano
- 11 giugno - Bob Evans, pilota automobilistico inglese
- 11 giugno - Vito Riggio, politico e dirigente pubblico italiano
- 12 giugno - Nicola Di Pinto, attore italiano
- 12 giugno - Shari Eubank, attrice statunitense
- 12 giugno - Ron Freeman, ex velocista statunitense
- 12 giugno - Petar Krivokuća, ex calciatore jugoslavo
- 12 giugno - Konstantin Sergeevič Lopušanskij, regista e sceneggiatore russo
- 13 giugno - Gaetano Angius, politico e operaio italiano
- 13 giugno - Gianni Borgna, critico musicale, saggista e politico italiano († 2014)
- 13 giugno - Jayne County, cantante, attrice e paroliere statunitense
- 13 giugno - Andrew Dalby, linguista, traduttore e storico britannico
- 13 giugno - Željko Franulović, ex tennista jugoslavo
- 13 giugno - Alan G. Lafley, dirigente d'azienda statunitense
- 13 giugno - Carlos Montemayor, scrittore e attivista messicano († 2010)
- 13 giugno - Jerrold Nadler, politico statunitense
- 13 giugno - Tonino Pulci, attore e regista italiano († 2012)
- 13 giugno - Rocco Sampogna, politico italiano
- 13 giugno - Antonio Segura, fumettista spagnolo († 2012)
- 14 giugno - Angelica, cantante italiana
- 14 giugno - Agostino De Romanis, pittore italiano († 2025)
- 14 giugno - Sandro Donati, allenatore di atletica leggera italiano
- 14 giugno - Esme Emanuel, ex tennista sudafricana
- 14 giugno - Hiroshi Miyauchi, attore giapponese
- 14 giugno - Paul Rudolph, bassista e chitarrista canadese
- 14 giugno - Philémon Yang, politico camerunese
- 15 giugno - Alain Aspect, fisico francese
- 15 giugno - John Brisker, cestista statunitense
- 15 giugno - Luciano Cecchinel, poeta italiano
- 15 giugno - Gheorghe Ciuhandu, politico rumeno
- 15 giugno - Tim Hunter, regista e sceneggiatore statunitense
- 15 giugno - Beniamino Pizziol, vescovo cattolico italiano
- 15 giugno - Lee Purcell, attrice statunitense
- 15 giugno - Vladimir Romanov, imprenditore e banchiere russo
- 15 giugno - Dava Sobel, divulgatrice scientifica statunitense
- 15 giugno - Julian Spalding, critico d'arte, scrittore e giornalista inglese
- 16 giugno - Al Cowlings, ex giocatore di football americano statunitense
- 16 giugno - Ciro Dammicco, cantautore, compositore e produttore cinematografico italiano
- 16 giugno - Don Grierson, ex hockeista su ghiaccio canadese
- 16 giugno - Günther Kaufmann, attore tedesco († 2012)
- 16 giugno - Tommy Malone, trombonista statunitense
- 16 giugno - Buronson, fumettista giapponese
- 16 giugno - Mária Szolnoki, ex schermitrice ungherese
- 17 giugno - Christopher Allport, attore statunitense († 2008)
- 17 giugno - Xavier Armange, scrittore e fotografo francese
- 17 giugno - George S. Clinton, compositore e musicista statunitense
- 17 giugno - Jozef De Kesel, cardinale e arcivescovo cattolico belga
- 17 giugno - Guy Evans, percussionista britannico
- 17 giugno - Jan Loorbach, ex cestista olandese
- 17 giugno - Michel Pastoureau, storico, antropologo e saggista francese
- 17 giugno - Stephen e Timothy Quay, regista statunitense
- 17 giugno - Gregg Rolie, cantante e tastierista statunitense
- 17 giugno - Paul Young, cantante e compositore britannico († 2000)
- 18 giugno - Massimo Baldini, filosofo italiano († 2008)
- 18 giugno - Ivonne Coll, attrice portoricana
- 18 giugno - Pam Conrad, scrittrice statunitense († 1996)
- 18 giugno - Romeo Crennel, allenatore di football americano statunitense
- 18 giugno - Bernard Giraudeau, attore e regista francese († 2010)
- 18 giugno - Lajos Kocsis, calciatore ungherese († 2000)
- 18 giugno - Al Robinson, pugile statunitense († 1974)
- 18 giugno - Nello Saltutti, calciatore e allenatore di calcio italiano († 2003)
- 18 giugno - Aldo Sarullo, regista, drammaturgo e sceneggiatore italiano
- 18 giugno - Dominique Valera, karateka e kickboxer francese
- 18 giugno - Hanns Zischler, attore tedesco
- 19 giugno - Quim Barreiros, cantante portoghese
- 19 giugno - Adalbert Covacs, ex pentatleta rumeno
- 19 giugno - Errol Fuller, scrittore e pittore inglese
- 19 giugno - Volker Hinz, fotografo tedesco († 2019)
- 19 giugno - George Johnson, ex cestista statunitense
- 19 giugno - Paula Koivuniemi, cantante finlandese
- 19 giugno - Walt McKechnie, ex hockeista su ghiaccio canadese
- 19 giugno - Francis Nielsen, regista francese
- 19 giugno - Resmi Resmiev, sciatore alpino bulgaro († 2020)
- 19 giugno - Salman Rushdie, scrittore e saggista indiano
- 19 giugno - James T. Walsh, politico statunitense
- 19 giugno - Youn Yuh-jung, attrice sudcoreana
- 20 giugno - Candy Clark, attrice statunitense
- 20 giugno - Josef Clemens, vescovo cattolico tedesco
- 20 giugno - Gérard Collomb, politico francese († 2023)
- 20 giugno - Raoul Gueguen, ex pentatleta francese
- 20 giugno - Vanderley Lázaro, ex calciatore brasiliano
- 20 giugno - Ivo Milazzo, fumettista italiano
- 20 giugno - Ulf Ranhagen, architetto, urbanista e docente svedese
- 20 giugno - Ricardo Terra Teixeira, dirigente sportivo brasiliano
- 20 giugno - Luciano Zamparo, ex calciatore italiano
- 21 giugno - Renato Albonico, cestista italiano († 2023)
- 21 giugno - Meredith Baxter, attrice e produttrice televisiva statunitense
- 21 giugno - Jim Benzelock, ex hockeista su ghiaccio canadese
- 21 giugno - Shirin Ebadi, avvocato e pacifista iraniana
- 21 giugno - Claude Gewerc, politico francese († 2024)
- 21 giugno - Michael Gross, attore statunitense
- 21 giugno - Pierluigi Magni, arbitro di calcio italiano († 2007)
- 21 giugno - Wade Phillips, allenatore di football americano statunitense
- 21 giugno - Francesco Ricchi, autore televisivo italiano
- 21 giugno - Dana Rohrabacher, politico statunitense
- 21 giugno - Fernando Savater, filosofo, saggista e romanziere spagnolo
- 22 giugno - Sherif Abou el-Kheir, cestista egiziano († 2021)
- 22 giugno - Octavia E. Butler, scrittrice statunitense († 2006)
- 22 giugno - Bobby Douglass, ex giocatore di football americano statunitense
- 22 giugno - David Lander, attore e doppiatore statunitense († 2020)
- 22 giugno - Bruno Latour, sociologo e antropologo francese († 2022)
- 22 giugno - Pete Maravich, cestista statunitense († 1988)
- 22 giugno - Jerry Rawlings, militare e politico ghanese († 2020)
- 22 giugno - Gökmen Özdenak, ex calciatore turco
- 23 giugno - Bryan Brown, attore australiano
- 23 giugno - Thor Hansen, giocatore di poker norvegese († 2018)
- 23 giugno - Rudolf Pacik, teologo austriaco
- 23 giugno - Marc van Roosmalen, zoologo e attivista olandese
- 23 giugno - Zvi Rosen, ex calciatore israeliano
- 23 giugno - Alberto Sangiovanni Vincentelli, informatico e imprenditore italiano
- 24 giugno - Clarissa Dickson Wright, cuoca e conduttrice televisiva inglese († 2014)
- 24 giugno - Mick Fleetwood, batterista e attore britannico
- 24 giugno - Terry Hibbitt, calciatore inglese († 1994)
- 24 giugno - Hubert Hutsebaut, ciclista su strada belga
- 24 giugno - Giovanni Lizzio, poliziotto italiano († 1992)
- 24 giugno - Rodolfo Torti, fumettista italiano
- 24 giugno - Helena Vondráčková, cantante ceca
- 24 giugno - Peter Weller, attore statunitense
- 24 giugno - Mike de Albuquerque, bassista britannico
- 25 giugno - Gregory Chaitin, matematico e informatico argentino
- 25 giugno - Jerry Douglas, militare e allenatore di football americano statunitense
- 25 giugno - Guido Fuga, architetto e fumettista italiano
- 25 giugno - Gonzalo García Pelayo, imprenditore spagnolo
- 25 giugno - Chip Glass, ex giocatore di football americano statunitense
- 25 giugno - Åge Johansen, ex calciatore norvegese
- 25 giugno - Paolo Marcellini, matematico italiano
- 25 giugno - John Powell, discobolo statunitense († 2022)
- 25 giugno - Mário Reis, allenatore di calcio e ex calciatore portoghese
- 25 giugno - John Maddox Roberts, scrittore statunitense († 2024)
- 25 giugno - Paul Savage, giocatore di curling canadese
- 25 giugno - Jimmie Walker, attore e comico statunitense
- 26 giugno - Lene Brøndum, attrice danese
- 26 giugno - Alfredo Castelli, fumettista e critico letterario italiano († 2024)
- 26 giugno - Edda Ceccoli, politica e funzionaria sammarinese
- 26 giugno - Luis Quinteiro Fiuza, vescovo cattolico spagnolo
- 26 giugno - Enzo Fregosi, militare italiano († 2003)
- 26 giugno - Zvi Galil, informatico e matematico israeliano
- 26 giugno - Gulbuddin Hekmatyar, politico, militare e guerrigliero afghano
- 26 giugno - Eddie Hinton, ex giocatore di football americano statunitense
- 26 giugno - Jean-Luc Pinel, sciatore alpino francese († 2024)
- 26 giugno - Gino Pisanò, letterato italiano († 2013)
- 26 giugno - Peter Sloterdijk, filosofo e saggista tedesco
- 27 giugno - Abdel Djaadaoui, allenatore di calcio e ex calciatore algerino
- 27 giugno - Zvonko Ivezić, allenatore di calcio e calciatore jugoslavo († 2016)
- 27 giugno - Hans Ooft, allenatore di calcio e ex calciatore olandese
- 27 giugno - Vasilis Papageorgopoulos, politico e ex velocista greco
- 28 giugno - Peter Abrahams, scrittore statunitense
- 28 giugno - John Aston, ex calciatore inglese
- 28 giugno - Anny Duperey, scrittrice e attrice francese
- 28 giugno - Eugène Green, regista, sceneggiatore e drammaturgo francese
- 28 giugno - Leonardo Morlino, politologo italiano († 2025)
- 28 giugno - Luigi Renzo, vescovo cattolico italiano
- 28 giugno - Laura Tyson, politica e economista statunitense
- 29 giugno - David Chiang, attore, regista e produttore cinematografico cinese
- 29 giugno - Ágúst Guðmundsson, regista e sceneggiatore islandese
- 29 giugno - Brian Herbert, autore di fantascienza statunitense
- 29 giugno - Richard Lewis, attore e comico statunitense († 2024)
- 29 giugno - Tino Magni, politico e sindacalista italiano
- 29 giugno - Mehdi Monajati, ex calciatore e allenatore di calcio iraniano
- 29 giugno - Claude Montana, stilista francese († 2024)
- 29 giugno - John Baptist Odama, arcivescovo cattolico ugandese
- 29 giugno - Graham Smith, violinista britannico
- 29 giugno - Robert Wald, fisico statunitense
- 29 giugno - Eric Wrixon, tastierista britannico († 2015)
- 30 giugno - Pierre Goudiaby Atepa, architetto senegalese
- 30 giugno - Jos Heyligen, allenatore di calcio e ex calciatore belga
- 30 giugno - Jean-Yves Le Drian, politico francese
- 30 giugno - Glenn Marsland, ex cestista australiano
- 30 giugno - Vladimir Petrov, hockeista su ghiaccio sovietico († 2017)
- 30 giugno - Luigi Roncoroni, chirurgo e ex pallavolista italiano
- 30 giugno - Václav Samek, ex calciatore cecoslovacco